# Timidilato sintasi
La timidilato sintasi è un enzima appartenente alla classe delle transferasi, che catalizza la seguente reazione:
5,10-metilentetraidrofolato + dUMP ⇄ diidrofolato + dTMP